# 加藤匠馬
加藤 匠馬（かとう たくま、1992年4月29日 - ）は、三重県飯南郡飯南町（現：松阪市）出身のプロ野球選手（捕手）。右投右打。中日ドラゴンズ所属。

## 経歴

### プロ入り前
飯南町立仁柿小学校2年生の時に野球を始める。同小学校は1学年の人数が5人という過疎状態で野球どころではなかったが、町内4小学校合同で設立された「飯南野球クラブ」に参加した。松阪市立飯南中学校までは軟式野球で、遊撃手と投手兼任であった。同中学校も当時1学年50名、野球部員は7人という過疎状態にあった。
一般入試で地元の三重高等学校に進学。当初は三塁手であったが、1年夏の大会終了後に監督からその強肩を買われ、捕手に転向。2年秋に正捕手に定着すると秋季三重県大会で優勝して東海大会に進み、ベスト4となったが、計6試合を盗塁阻止率10割で勝ち抜き、注目を集めた。また打撃面でも、打順9番ながら20打数9安打（打率.450）、チーム最多の7打点を挙げた。翌2010年の選抜大会に出場、初戦の今治西戦でも相手の盗塁企図3を全て刺す活躍を見せた。2回戦では、山﨑康晃、松本剛、伊藤拓郎を擁する帝京高と対戦して、延長10回サヨナラ負け。帝京戦では許盗塁1。同年夏の大会では、三重県予選の準々決勝で関啓扶を擁する菰野に0-1で敗れるが、この大会でも全5試合をフル出場して盗塁阻止率10割であった。
青山学院大学では1年秋からリーグ戦に出場。リーグ通算・41試合出場、108打数20安打、打率.185、7打点。4年秋は最下位となって入替戦で敗れた。野球部の1学年先輩には東條大樹、渡邉雄大、杉本裕太郎、1学年後輩には吉田正尚、2学年後輩には岡野祐一郎がいる。
2014年プロ野球ドラフト会議にて中日ドラゴンズから5位指名を受け、11月16日に契約金3500万円、年俸800万円で仮契約を結んで入団。背番号は39に決まった。

### 第一次中日時代

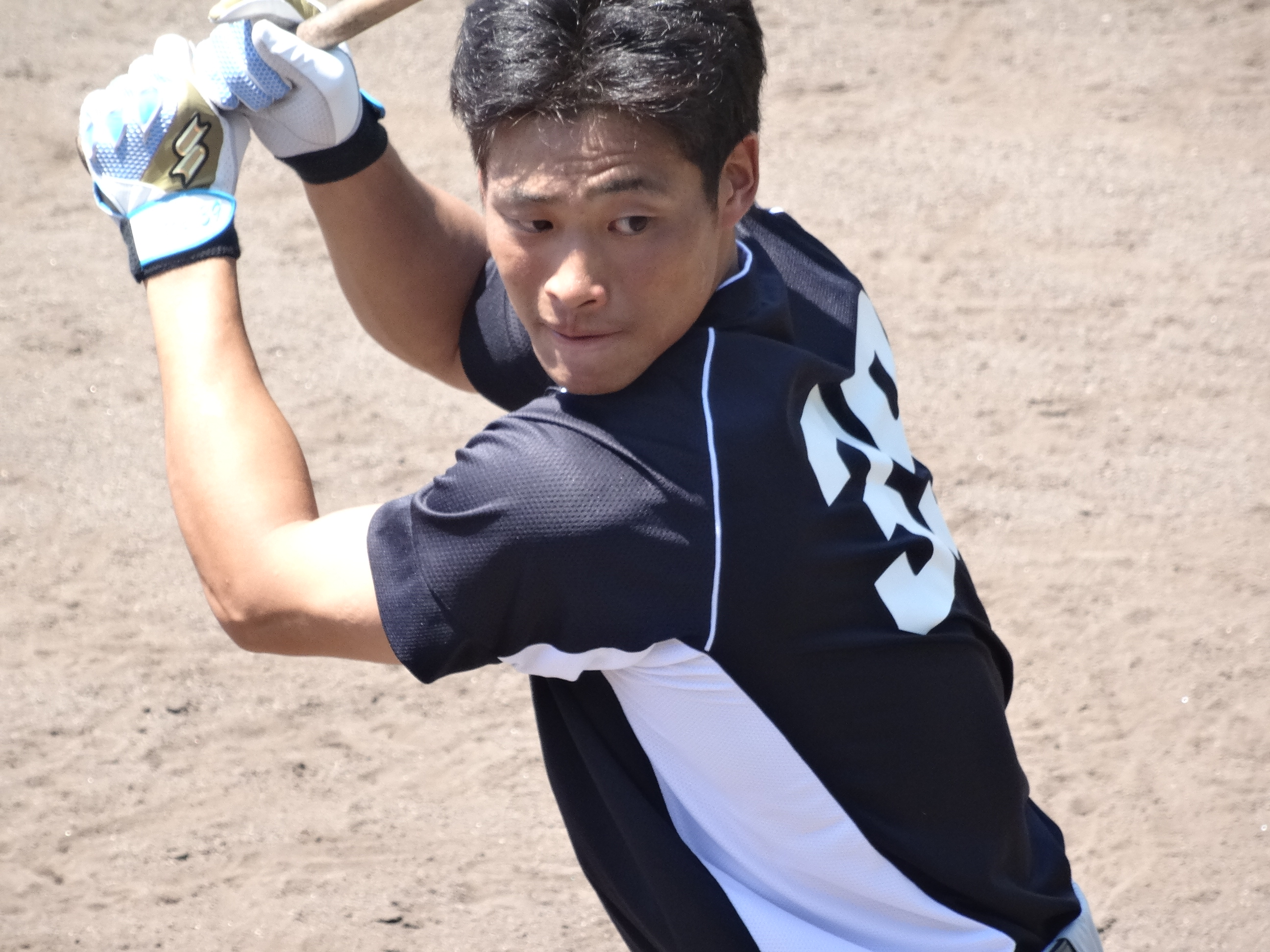
2016年8月12日 阪神鳴尾浜球場

2015年、5月31日の北海道日本ハムファイターズ戦で代走としてプロ初出場したが、この年は打席に立つことはなかった。
2016年、5月22日の読売ジャイアンツ戦の8回裏に代打でプロ初打席に立ち、結果は一塁へのファウルフライだった。11月25日から台湾で開催されたアジアウインターベースボールリーグにおいて、NPBウエスタン選抜に選出される。
2017年は、1試合の出場に留まった。
2018年は、一軍出場なしに終わった。
2019年、2018年のオフに首脳陣が大幅に入れ替わると元々谷繁元信以来正捕手の固定ができなかったチーム事情に加え、「センターラインを強化する」「過去の実績にとらわれず、横一線で（選手の能力を）評価する」という新首脳陣の方針によって加藤に白羽の矢が立つ。前年度一軍出場なしながら大抜擢され、春季キャンプでは前年度一軍で捕手最多出場の松井雅人を抑えて一軍キャンプに帯同し、オープン戦でもチーム捕手最多の13試合に出場して盗塁刺9・盗塁阻止率6割と肩をアピールした。また課題の一つとされた打撃についても、打率.292、1本塁打、3打点と結果を残し、自身初となる開幕一軍スタメンを勝ち取った。3月29日の対横浜DeNAベイスターズ戦でプロ初ヒットを記録、4月13日の対阪神タイガース戦でプロ入り初の猛打賞を記録した。その後もスタメンで起用され続けたが、シーズン中盤には二軍落ちを経験した。最終的にはチーム捕手最多の92試合に出場した。しかし打撃面の方は、打率.228、本塁打0と課題を残した。オフにみやざきフェニックスリーグに参加した。
2020年は前年に続き、2年連続の開幕一軍スタメンでのスタートとなった。しかし、木下拓哉の台頭で次第に出場機会が減り、29試合の出場に終わった。
2021年は、木下がレギュラー、控え捕手として桂依央利や石橋康太が起用されたことにより、開幕から一軍での起用はなかった。

### ロッテ時代
2021年6月15日に加藤翔平とのトレードで千葉ロッテマリーンズに移籍することが発表された。背番号は「66」に決まった。
6月19日の埼玉西武ライオンズ戦（メットライフドーム）で8回の守備から途中出場し、移籍後初出場を果たした。9月29日のオリックス・バファローズ戦(ZOZOマリンスタジアム)では2回裏に山﨑颯一郎からプロ初本塁打を放った。主に佐々木朗希や小島和哉とバッテリーを組み、チームの躍進に貢献。先発出場した試合の勝率はチーム全体の勝率を上回った。一方、打撃面では前述のプロ初本塁打を含む2本塁打を記録したものの、シーズン通しての打率は1割を切った。600万円増の推定年俸2100万円で契約を更改した。
2022年は、松川虎生と佐藤都志也の併用起用が主となったため、昨シーズンよりもマスクを被る機会が大きく減少し、24試合の出場に留まった。

### 第二次中日時代
2022年12月26日、無償トレードで中日ドラゴンズへ僅か1年半で復帰することが両球団より発表された。背番号は69。トレード相手であった加藤翔平と育成選手の加藤翼が在籍しているため、報道上およびスコアボード上の表記は「加藤匠」となる。
2023年は、僅か10試合の出場および無安打に終わった。11月17日、400万円減となる推定年俸1500万円で契約を更改。12月14日には背番号が49に変更されることが発表された。
2024年は、前年から一転、開幕から一軍に定着すると木下の打撃不振もあり4月5日に先発起用され、その試合で2年ぶりの安打を放ち、その後は正捕手として起用されるなど捕手としてチーム最多の86試合に出場（38試合に先発出場）。打撃こそ1割台にとどまったが球団からは守備の貢献を評価され、1500万円から700万円増の推定年俸2200万円で契約を更改した。

## 選手としての特徴
最大の特長は球界屈指の強肩。その強肩は「加藤バズーカ」と呼ばれている。
遠投120メートルの地肩の強さに加えて二塁への送球タイムも1.8秒と速く、送球も正確である。また二塁送球時の球筋は糸を引くように直線的で低く、ほとんど「お辞儀」をしない。その強肩を見て2018年オフより中日のヘッドコーチに就任した伊東勤は「ソフトバンクの甲斐に匹敵するくらいの肩の強さの選手がいた」、バッテリーコーチの中村武志は「今まで見たプロ野球選手の中で肩は1番。異次元。ボールから煙が出ている」と評する。
走塁面では俊足の持ち主であり、50m走のタイム6秒2を記録している。
打撃面では粘り強さが魅力。一方で、打率に課題があり、ロッテ移籍後は主に下位打線に座り、自身が打席に入る前に走者が出ていれば、無死でも一死でも、送りバントで次の打者に繋ぐことが多い。

## 人物
愛称は「かとちゃん」。
地元出身ということで中日ファンであり、年に2回はナゴヤドームに足を運んで試合観戦をしていたという。入団会見でも「小さい頃からずっと応援していた憧れていたユニホームに袖を通すことができて、とても嬉しく思います」と喜びを語った。
2018年5月28日に入籍。
ロッテ移籍後の登場曲（2021年シーズン）は、同年に急逝した中日時代の同僚・木下雄介が使用していた湘南乃風の『黄金魂』。「木下の分まで頑張りたい」という思いから選んだ。

## 詳細情報

### 年度別打撃成績
| 年 度     | 球 団     | 試 合 | 打 席 | 打 数 | 得 点 | 安 打 | 二 塁 打 | 三 塁 打 | 本 塁 打 | 塁 打 | 打 点 | 盗 塁 | 盗 塁 死 | 犠 打 | 犠 飛 | 四 球 | 敬 遠 | 死 球 | 三 振 | 併 殺 打 | 打 率 | 出 塁 率 | 長 打 率 | O P S |
| --------- | --------- | ----- | ----- | ----- | ----- | ----- | -------- | -------- | -------- | ----- | ----- | ----- | -------- | ----- | ----- | ----- | ----- | ----- | ----- | -------- | ----- | -------- | -------- | ----- |
| 2015      | 中日      | 3     | 0     | 0     | 0     | 0     | 0        | 0        | 0        | 0     | 0     | 0     | 0        | 0     | 0     | 0     | 0     | 0     | 0     | 0        | ----  | ----     | ----     | ----  |
| 2016      | 中日      | 1     | 1     | 1     | 0     | 0     | 0        | 0        | 0        | 0     | 0     | 0     | 0        | 0     | 0     | 0     | 0     | 0     | 0     | 0        | .000  | .000     | .000     | .000  |
| 2017      | 中日      | 1     | 1     | 1     | 0     | 0     | 0        | 0        | 0        | 0     | 0     | 0     | 0        | 0     | 0     | 0     | 0     | 0     | 0     | 0        | .000  | .000     | .000     | .000  |
| 2019      | 中日      | 92    | 245   | 224   | 19    | 51    | 7        | 3        | 0        | 64    | 13    | 0     | 0        | 12    | 0     | 9     | 1     | 0     | 57    | 6        | .228  | .258     | .286     | .543  |
| 2020      | 中日      | 29    | 43    | 37    | 0     | 5     | 1        | 0        | 0        | 6     | 1     | 0     | 0        | 5     | 0     | 1     | 1     | 0     | 8     | 1        | .135  | .158     | .162     | .320  |
| 2021      | ロッテ    | 57    | 123   | 105   | 6     | 10    | 2        | 0        | 2        | 18    | 4     | 0     | 1        | 14    | 0     | 4     | 0     | 0     | 52    | 1        | .095  | .128     | .171     | .300  |
| 2022      | ロッテ    | 24    | 10    | 9     | 2     | 1     | 1        | 0        | 0        | 2     | 0     | 0     | 0        | 1     | 0     | 0     | 0     | 0     | 3     | 0        | .111  | .111     | .222     | .333  |
| 2023      | 中日      | 10    | 8     | 8     | 0     | 0     | 0        | 0        | 0        | 0     | 0     | 0     | 0        | 0     | 0     | 0     | 0     | 0     | 3     | 0        | .000  | .000     | .000     | .000  |
| 2024      | 中日      | 86    | 133   | 123   | 5     | 21    | 3        | 2        | 0        | 28    | 5     | 0     | 0        | 8     | 0     | 2     | 0     | 0     | 41    | 4        | .171  | .184     | .228     | .412  |
| 通算：9年 | 通算：9年 | 303   | 564   | 508   | 32    | 88    | 14       | 5        | 2        | 118   | 23    | 0     | 1        | 40    | 0     | 16    | 2     | 0     | 164   | 12       | .173  | .198     | .232     | .431  |

- 2024年度シーズン終了時

### 年度別守備成績
| 年 度 | 球 団  | 捕手  | 捕手  | 捕手  | 捕手  | 捕手  | 捕手     | 捕手  | 捕手     | 捕手     | 捕手     | 捕手     |
| 年 度 | 球 団  | 試 合 | 刺 殺 | 補 殺 | 失 策 | 併 殺 | 守 備 率 | 捕 逸 | 企 図 数 | 許 盗 塁 | 盗 塁 刺 | 阻 止 率 |
| ----- | ------ | ----- | ----- | ----- | ----- | ----- | -------- | ----- | -------- | -------- | -------- | -------- |
| 2015  | 中日   | 2     | 1     | 0     | 0     | 0     | 1.000    | 0     | 1        | 1        | 0        | .000     |
| 2017  | 中日   | 1     | 0     | 0     | 0     | 0     | ----     | 0     | 0        | 0        | 0        | ----     |
| 2019  | 中日   | 92    | 552   | 58    | 2     | 5     | .997     | 6     | 42       | 30       | 12       | .286     |
| 2020  | 中日   | 27    | 108   | 7     | 2     | 1     | .983     | 0     | 7        | 5        | 2        | .286     |
| 2021  | ロッテ | 57    | 251   | 36    | 1     | 2     | .997     | 5     | 12       | 11       | 1        | .083     |
| 2022  | ロッテ | 24    | 42    | 6     | 0     | 1     | 1.000    | 0     | 0        | 0        | 0        | ----     |
| 2023  | 中日   | 10    | 27    | 4     | 0     | 0     | 1.000    | 0     | 2        | 1        | 1        | .500     |
| 2024  | 中日   | 82    | 321   | 39    | 1     | 4     | .997     | 0     | 23       | 17       | 6        | .261     |
| 通算  | 通算   | 295   | 1302  | 150   | 6     | 13    | .996     | 11    | 87       | 65       | 22       | .253     |

- 2024年度シーズン終了時[注 1]
- 各年度の太字はリーグ最高

### 記録
初記録
- 初出場：2015年5月31日、対北海道日本ハムファイターズ3回戦（札幌ドーム）、9回表に小笠原道大の代走で出場
- 初打席：2016年5月22日、対読売ジャイアンツ9回戦（ナゴヤドーム）、8回裏に岡田俊哉の代打で出場、宮國椋丞から一邪飛
- 初先発出場：2019年3月29日、対横浜DeNAベイスターズ1回戦（横浜スタジアム）、「8番・捕手」で先発出場
- 初安打：同上、3回表に今永昇太から右前安打
- 初打点：2019年4月12日、対阪神タイガース1回戦（阪神甲子園球場）、6回表にランディ・メッセンジャーから中前適時打
- 初本塁打：2021年9月29日、対オリックス・バファローズ21回戦（ZOZOマリンスタジアム）、2回裏に山﨑颯一郎から左越2ラン

### 背番号
- 39（2015年 - 2017年）
- 52（2018年 - 2021年6月15日）
- 66（2021年6月16日 - 2022年）
- 69（2023年）
- 49（2024年 - ）

### 登場曲
- 「ONE LIFE」SEAMO（2019年）
- 「明日に向かって」HUNGRY DAYS（2020年）
- 「うっせぇわ」Ado（2021年7月5日のみ）
- 「VS」ポルノグラフィティ（2021年7月6日のみ） ※自身のトレード相手の加藤翔平選手がロッテ時代に使用していた登場曲。
- 「黄金魂」湘南乃風（2021年8月 - 同年終了） ※中日時代の同僚だった木下雄介投手が使用していた登場曲[30]。
- 「レオ」優里（2022年 - ）